# روثي بولتون
روثي بولتون (بالإنجليزية: Ruthie Bolton)‏ مواليد 25 مايو 1967 في لوسيديل، هي لاعبة كرة سلة أمريكية معتزلة بدأت مسيرتها الاحترافية في سنة 1997. تم اختيارها من قبل فريق ساكرامنتو موناركس خلال الدرافت وحملت الرقم 6. شاركت في دورة الألعاب الأولمبية الصيفية سنة 1996. اعتزلت اللعب في 2004. شاركت مرتين في مباراة كل النجوم.

## الميداليات
| الميدالية | المسابقة                       |
| --------- | ------------------------------ |
| ذهبية     | الألعاب الأولمبية الصيفية 1996 |
| ذهبية     | الألعاب الأولمبية الصيفية 2000 |

## روابط خارجية
- روثي بولتون على موقع الاتحاد الدولي لكرة السلة (الإنجليزية)
- روثي بولتون على موقع الاتحاد الوطني لكرة السلة النسائية (الإنجليزية)
- روثي بولتون على موقع كلية كرة السلة في سبورتس رفرنس.كوم (الإنجليزية)
- روثي بولتون على موقع بروبوليرز (الإنجليزية)
- روثي بولتون على موقع قاعة مشاهير كرة السلة للسيدات (الإنجليزية)
- روثي بولتون على موقع سبورتس رفرنس (الإنجليزية)
- روثي بولتون على موقع سبورتس رفرنس (الإنجليزية)
- روثي بولتون على موقع أوليمبيديا (الإنجليزية)
- روثي بولتون على موقع قاعة ألاباما للمشاهير الرياضية (مؤرشف) (الإنجليزية)
- روثي بولتون على موقع قاعة ميسيسيبي للمشاهير الرياضية (الإنجليزية)